# Voorwaardelijk opzet
Voorwaardelijk opzet (Latijn: dolus eventualis), ook wel kansopzet genoemd, is opzet met mogelijkheidsbewustzijn.
De term stamt uit het Nederlandse strafrecht. Het is een misleidende term. Er is niets voorwaardelijks aan het opzet. De dader weet dat zijn daad een bepaald gevolg kan hebben (mogelijkheidsbewustzijn), maar neemt de gevolgen op de koop toe. Hij heeft het in zijn macht om deze kans tot nul te reduceren, maar doet dit niet omdat hij zijn gedrag zo graag wil uitvoeren. Voorwaardelijk opzet is de ondergrens van opzet. Andere vormen van opzet zijn noodzakelijkheidsbewustzijn en zuiver opzet, ook wel oogmerk genoemd.
Schematisch is opzet willen en weten, culpose delicten is weten en bij overtredingen zijn beide niet noodzakelijk.

## Voorbeelden
Een viertal (analoge) voorbeelden werkt deze abstracte alinea beter uit:
- Voorbeeld 1 (zuiver opzet, ook wel oogmerk of open opzet ): Robbert rijdt in zijn auto. Ineens ziet hij Pieter oversteken. Robbert heeft een gigantische hekel aan Pieter: Pieter heeft namelijk een affaire met zijn vrouw. Robbert had al vaker bij zichzelf gedacht dat het maar beter was als Pieter dood was. Nu is zijn kans: niemand is aanwezig en Pieter loopt open en bloot op de weg. Robbert rijdt met 100 km/uur op Pieter af en overrijdt hem zodanig dat hij overlijdt. Dit is (boos) opzet, en wel in de meest directe en heldere vorm. Robbert weet dat Pieter door hem aan te rijden zal overlijden en hij wil dit ook.
- Voorbeeld 2 (voorwaardelijk opzet): Hetzelfde scenario als hierboven, alleen wil Robbert Pieter nu alleen maar bang maken door hem met een auto in volle vaart en met piepende banden te achtervolgen. Hij beseft dat dit linke soep is: Pieter zou weleens geraakt kunnen worden. Direct daarna denkt hij "Ach het is Pieter maar, als hem iets overkomt zal ik daar geen traan om laten, dus gaan met die banaan." Pieter ziet de auto dreigend op hem afrijden maar komt ten val en wordt alsnog dodelijk overreden. Robbert heeft nu, ook al wilde hij Pieter in eerste instantie niet doden, hem toch opzettelijk van het leven beroofd. Hij wist immers dat er een aanmerkelijke kans was dat Pieter dodelijk geraakt zou worden, en heeft deze aanvaard.
- Voorbeeld 3 (Opzet met zekerheidsbewustzijn): Robbert rijdt in zijn auto en ziet Pieter oversteken. Robbert heeft een enorme hekel aan Pieter vanwege een affaire met zijn vrouw. Hoewel Robbert niet expliciet het doel heeft om Pieter te doden, beseft hij dat als hij met 100 km/u op Pieter inrijdt, Pieter vrijwel zeker zal overlijden. Robbert neemt dit gevolg voor lief en besluit toch door te rijden, wetende dat de kans op Pieters dood vrijwel zeker is.

In dit geval handelt Robbert met opzet van zekerheidsbewustzijn, vergelijkbaar met de vorige casus. Het verschil is dat Robbert aanvankelijk niet de intentie had om Pieter te doden, maar wel besefte dat er een aanzienlijke kans was dat Pieter ernstig verwond zou raken of zelfs zou sterven door zijn handelen. Dit maakt de situatie complexer, maar het belangrijkste punt is dat Robbert het risico op de dood van Pieter bewust accepteerde.
- Voorbeeld 4: (bewuste schuld en valt daarmee buiten het beeld van opzet, dit is een culpoos delict): Hetzelfde als hierboven, alleen heeft Robbert nu helemaal niets tegen Pieter. Hij zit echter met drie vrienden in een balorige bui in de auto en ziet Pieter oversteken. Ze zitten te geinen "wat een nerd die vent is", en een van de vrienden moedigt Robbert aan om "hem eens even bang te maken". Robbert is daar wel voor te porren. Als een andere vriend zegt dat het verkeerd kan aflopen zegt Robbert: "Ach joh, dat weet ik ook wel, maar die kans is zó klein...." Ook nu gaat het mis met een dodelijk ongeluk als gevolg. Dit is bewuste schuld. Robbert wilde Pieter niet dood hebben en zou als hij wist dat de kans daarop zo groot was, zijn gedrag achterwege hebben gelaten. Met andere woorden: hij schatte de kans verkeerd in, maar wel op een dusdanige manier dat hij zich niet gedroeg zoals een goed verkeersdeelnemer zich dient te gedragen.

## Elementen
Om te beoordelen of er sprake is van voorwaardelijk opzet hanteert de Hoge Raad twee vereisten:
- Mogelijkheidsbewustzijn (ook wel Zekeheidsbewustzijn): de dader wist of moest weten wat de gevolgen waren, hij was op de hoogte van de aanmerkelijke kans dat het zo zou lopen (weten);
- De dader aanvaardde bewust die kans en wilde zijn gedrag uitvoeren (willen).

Met andere woorden, de dader aanvaardde willens en wetens de kans dat zijn handelen een bepaald gevolg zou hebben.

## Ontwikkeling
De doctrine van het voorwaardelijk opzet is ontwikkeld naar aanleiding van een aantal strafbare feiten die zeer ernstig waren, maar waarbij men niet aan het in de wet vereiste opzet toekwam. Slechts vervolging op grond van een minder zwaar schulddelict kon dan worden ingezet, wat vaak tot maatschappelijke ontevredenheid leidde. Het betrof hier vaak zaken waarin men persoon A wilde doden maar per ongeluk B doodde, of een zeer ernstige verkeersongevallen ten gevolge van uiterst roekeloos rijden. In het eerste geval kon men geen opzet op de dood van B bewijzen, in het tweede kon men ook geen opzet op de dood van de verkeersslachtoffers bewijzen.
De Hoge Raad accepteerde de doctrine in het arrest Hoornse taart:
Iemand had een taart met arseen(III)oxide naar het adres van het beoogde slachtoffer in Hoorn opgestuurd. Diens vrouw at van de taart en overleed aan een arseenvergiftiging. De dader had willens en wetens de aanmerkelijke kans dat ook de vrouw van de taart zou eten op de koop toegenomen.

## Toepassing
Voorwaardelijk opzet wordt in verschillende situaties en delicten op een verschillende wijze toegepast. Naargelang de aard van het delict kan via voorwaardelijk opzet worden geconstrueerd. Zo is voorwaardelijk opzet aanwezig geacht bij een automobilist die uit handen van de politie wilde blijven en hierbij twee fietsers doodreed (sterke vs. zwakke verkeersdeelnemer). Aan de andere kant werd dit niet geaccepteerd bij een automobilist die door zeer roekeloos rijden een andere auto dodelijk aanreed (2 sterke verkeersdeelnemers). Voorwaardelijk opzet wordt wel voor de opzetdelicten uit de Opiumwet extensief uitgelegd. Het wordt, wanneer drugs in je koffer wordt gevonden, al aanwezig geacht als je je koffer door een ander hebt laten inpakken, een pakketje hebt aangenomen of zelfs als je je koffer maar even alleen hebt gelaten. Daardoor heb je namelijk de aanmerkelijke kans geaccepteerd dat een ander er drugs in stopte en je dus drugs zou in- of uitvoeren. De moraal van dit verhaal: laat je koffer op Schiphol nooit onbeheerd staan.
Maatschappelijke opvattingen kleuren het voorwaardelijk opzet begrip derhalve sterk in.
Ook in andere strafrechtelijke systemen dan het Nederlandse wordt voorwaardelijk opzet erkend, waarbij wel de Latijnse aanduiding dolus eventualis wordt gebruikt.

## Kritiek
Het is een fundamenteel beginsel van het strafrecht dat iemand alleen kan worden veroordeeld als hij of zij een tevoren precies vastgelegde wettelijke strafbepaling heeft overtreden, en dat de wet in elk geval niet extensief mag worden geïnterpreteerd ten nadele van de verdachte. Tegenwoordig is dat zelfs in mensenrechtenverdragen vastgelegd. De wetgever heeft er echter nimmer voor gekozen dit leerstuk te codificeren, bijvoorbeeld door in de betekenistitel van het Wetboek van Strafrecht op te nemen dat onder opzet ook voorwaardelijk opzet moet worden verstaan. Merkwaardig genoeg hebben ook de Duitsers in hun strafwetboek voorwaardelijk opzet (Eventualvorsatz) niet gecodificeerd. Wel staat dat in het Zwitserse strafwetboek.
Voorwaardelijk opzet is niet onomstreden. Kijk maar naar het tweede voorbeeld, eigenlijk zou men in het hoofd van de dader moeten kijken. Het zal moeten worden gereconstrueerd aan de hand van opmerkingen door getuigen gehoord, maar veel daders gooien er vaak opmerkingen uit die ze niet menen. Ook komt het voor dat daders, die denken zich vrij te pleiten met opmerkingen als "Ja het kon me niet schelen dat het kon gebeuren" of "ik wilde zo graag uit handen van de politie blijven (dus reed ik met 120 km/uur door de Groningse binnenstad)", nu juist hiermee zichzelf schuldig verklaren. Een slimme ondervrager kan het gesprek ook in deze richting manipuleren. Het is een reden te meer om geen verklaringen af te leggen alvorens met een advocaat te hebben overlegd.